# 칼리마기
칼리마기(Calymmian Period)는 중원생대의 첫 기이다. 그리스어로 "덮다"라는 뜻이다. 16억년전에서 14억년전의 기간에 해당한다. 퇴적암, 화산암의 퇴적물확대가 이 시기의 특징이다. 15억년전에는 콜롬비아 초대륙이 분열되었다.